# Спортивная гимнастика на летних Олимпийских играх 1904 — перекладина
Соревнования на перекладине в спортивной гимнастике среди мужчин на летних Олимпийских играх 1904 прошли 28 октября. Приняли участие несколько спортсменов из одной стран.

## Призёры
| Золото            | Серебро | Бронза           |
| Антон Хейда США   | —       | Джордж Эйсер США |
| Эдвард Хенниг США | —       | Джордж Эйсер США |

## Соревнование
| Место | Спортсмен           | Результат  |
| ----- | ------------------- | ---------- |
| 1     | Антон Хейда (USA)   | 40         |
| 1     | Эдвард Хенниг (USA) | 40         |
| 3     | Джордж Эйсер (USA)  | 39         |
| 4-5   | Джон Дьюха (USA)    | Неизвестен |
| 4-5   | Уильям Мерц (USA)   | Неизвестен |